# Friedrich Wilhelm Grund
Friedrich Wilhelm Grund (Hamburg, 1791 - 1874) fou un compositor alemany del Romanticisme.
El 1819 fundà la Singakademie i de 1828 a 1862 dirigí els concerts filharmònics d'aquella capital.
Deixà simfonies, quartets, sonates, una missa a 8 veus, diverses òperes i composicions per a piano, que foren elogiades per Schumann.